# Condado de Prince Edward (Virgínia)
O Condado de Prince Edward é um dos 95 condados do estado americano de Virgínia. A sede do condado é Farmville, e sua maior cidade é Farmville. O condado possui uma área de 916 km² (dos quais 3 km² estão cobertos por água), uma população de 19 720 habitantes, e uma densidade populacional de 22 hab/km² (segundo o censo nacional de 2000). O condado foi fundado em 1754.